# Duel dans le monde
Pour plus de détails, voir Fiche technique et Distribution.
Duel dans le monde (Duello nel mondo) est un film franco-italien réalisé par Georges Combret et Luigi Scattini, sorti en 1967.

## Fiche technique
- Titre : Duel dans le monde
- Titre original : Duello nel mondo
- Réalisation : Georges Combret et Luigi Scattini (pseudonyme : Arthur Scott)
- Scénario : Ernesto Gastaldi
- Photographie : Claudio Racca
- Musique : Piero Umiliani
- Montage : Alberto Gallitti
- Production : Leone Film - Radius Productions - Zenith Cinematografica
- Pays d'origine :  France -  Italie
- Genre : Policier
- Durée : 85 minutes
- Date de sortie : 12 novembre 1966 en Italie, 31 mai 1967 en France

## Distribution
- Richard Harrison : Fred Lester
- Sheryll Morgan : Mary Brightford
- Dominique Boschero : Yo-Yo
- Giacomo Rossi Stuart : l'assassin
- Bernard Blier : Lord Richard Berry